# Wiesenfeld (Eichsfeld)

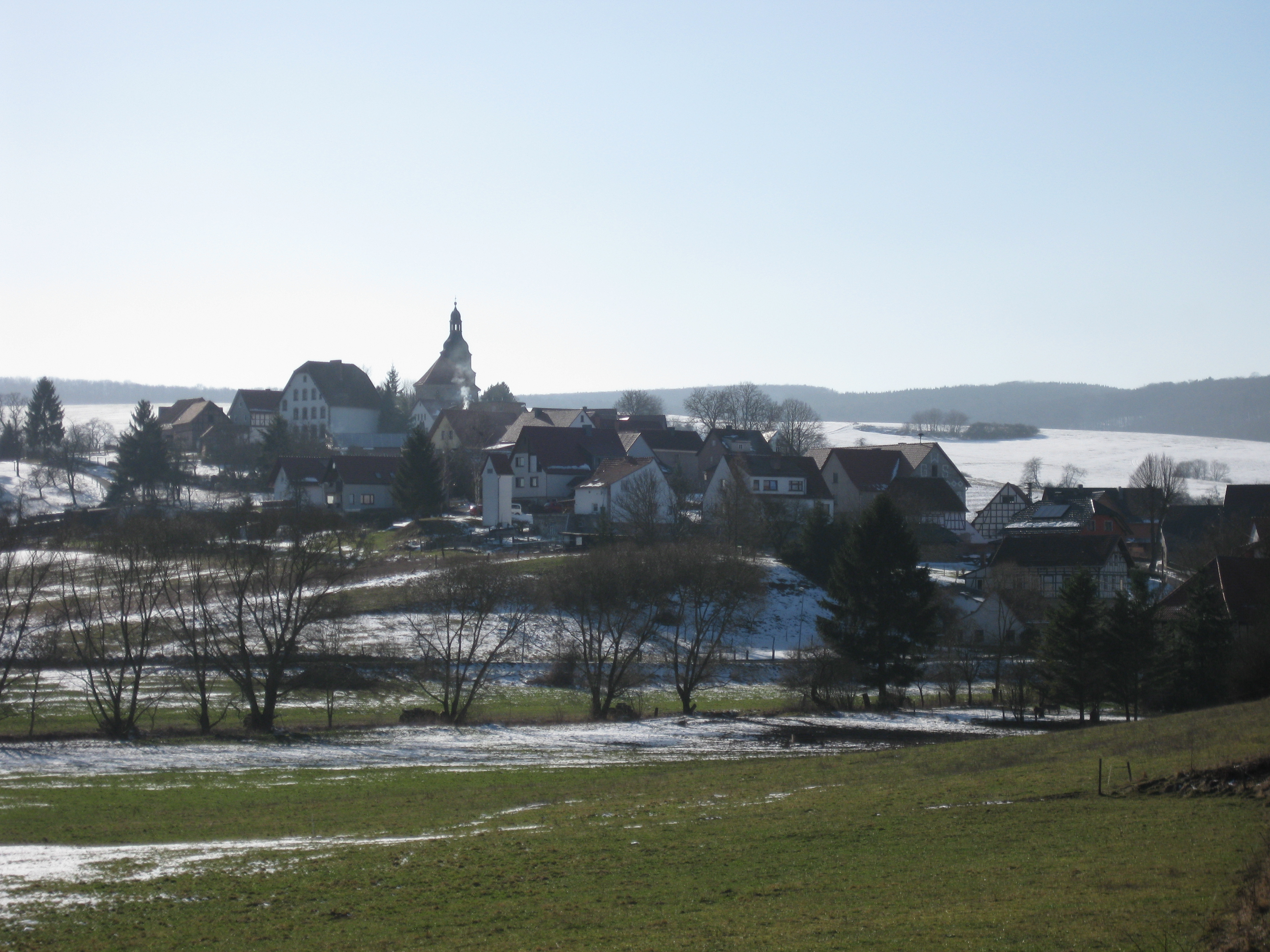
Wiesenfeld

Wiesenfeld is een gemeente in de Duitse deelstaat Thüringen, en maakt deel uit van de Landkreis Eichsfeld.
Wiesenfeld telt 220 inwoners.

## Geboren in Wiesenfeld
- Dr. Ruth (1928-2024), Duits-Amerikaans sekstherapeute, schrijfster en televisiepresentatrice